# Hamburger Szene
Hamburger Szene ist ein Mitte der 1970er Jahre von Journalisten geprägter Begriff für den Jazz- und Spaßmusikerklüngel, der sich im Umfeld der Musikkneipe Onkel Pö entwickelt hatte und Dixieland-Jazz mit Elementen aus Rock- und Popmusik kombinierte. Zuvor war diese neue Szene bzw. Musikströmung unter dem Namen Hamburger gute Laune bekannt.

## Geschichte
Dem lockeren Lebensgefühl der 1970er Jahre entsprechend wurden viele kurzlebige Bands gegründet, deren häufig wechselnde Besetzung sich mit großer Experimentierfreude immer wieder zu neuen Variationen zusammenfand. Dieser Zeitgeist spiegelte sich auch in der Musik wider, die eher flott und unbeschwert war. Die vorwiegend deutschen Texte sind ungewöhnlich kreativ und unterhaltsam, immer mit einem Augenzwinkern, auch bei sozialkritischen Themen.
Die bekanntesten Vertreter waren Udo Lindenberg, Otto Waalkes, Hans Scheibner, Hans Herbert Böhrs, Kurt Schulzke, Peter Petrel, Wilken F. Dincklage alias „Willem“, Caro, die Rentnerband (u. a. mit Pianist Gottfried Böttger, „Teufelsgeiger“ Lonzo und Werner Böhm) sowie die Gruppen Leinemann, Frumpy mit Inga Rumpf, Meyers Dampfkapelle, Truck Stop, Schulzkes Skandaltrupp, Torfrock, Okko, Lonzo, Berry, Chris & Timpe und Daddy’s Group.
Mit der Single Hamburg '75 schrieb Hans Scheibner seinen Kollegen Gottfried & Lonzo bereits 1974 ein Lied, in dem sie als Greise wehmütig auf die guten alten Zeiten der Hamburger Szene zurückblicken:

„Hamburg '75, Jungs war das gemütlich,
da schien noch ein richtiger Mond in der Nacht,
die Musik haben wir noch mit der Hand gemacht –
Sowas gibt es heute nicht mehr,
ist verdammt lange her, ist verdammt lange her…“

2005 nahm die Band Element of Crime eine neue Version von Hamburg '75 auf und veröffentlichte sie als B-Seite der Single Delmenhorst, 2010 erschien es auf ihrem Album Fremde Federn.

## Diskographische Hinweise
- 1974: Rentnerband: ...alles klar (LP)[1], Album-Charts #24 in Deutschland, insgesamt 4 Monate in den Charts
- 1974: Hamburger-Szene[2] (LP, Sampler), Reprise Records, veröffentlicht am 5. Dezember 1974[3], Album-Charts #48 in Deutschland im März 1975[4]
- 1975: Gottfried & Lonzo: Hamburg '75[5] (Single), Telefunken
- 1975: Rentnerband: Alles klar, alles bleibt wie es war![6] (Single), Warner Bros. Records (Cover-Rückseite)
- 1975: Top Szene Hamburg[7] (LP, Sampler), Telefunken, Stern Musik, Album-Charts #29 in Deutschland, insgesamt 3 Monate in den Charts.[8]
- 1975: The Les Humphries Singers: Top Szene Hamburg[9] (Single), Decca
- 1975: Fiete Appelschnut & Die Bürgerinitiative Harmsen: Ich hab so Angst um die Hamburger Szene (Single), Ariola
- 1975: Das Beste der Szene (irre Songs und Blödellieder)[10] (2LP, Sampler), Philips
- 1975?: Das Beste der Szene (irre Songs und Blödellieder)[11] (LP, Sampler), Philips
- 1976: 20 x Hamburger Szene[12] (LP, Sampler), Telefunken
- 1995: Hamburg ’75 – Jungs, war das gemütlich[13] (CD, Sampler), Repertoire Records